# Couroupita guianensis
Коуропіта гаянська, дерево «гарматне ядро», нагалінга (Couroupita guianensis) — дерево роду Couroupita.

## Історія
Назву рослині дав французький біолог Жан Обле у 1755 році. На Шрі-Ланку рослину завезли у 1881 році. Рослину переплутали з священним деревом сал (Shorea robusta). За легендою мати Будди Майя тримала гілку дерева сал, коли народжувала сина. Через це Shorea robusta вирощують у буддистських монастирях. Проте у Шрі-Ланці, Таїланді цим деревом вважають Коуропіту гаянську. За іншою версією через наявність у квіток каптура, люди асоціють дерево з нагами, тому вирощують на територіях індуїстських та буддистських храмів.

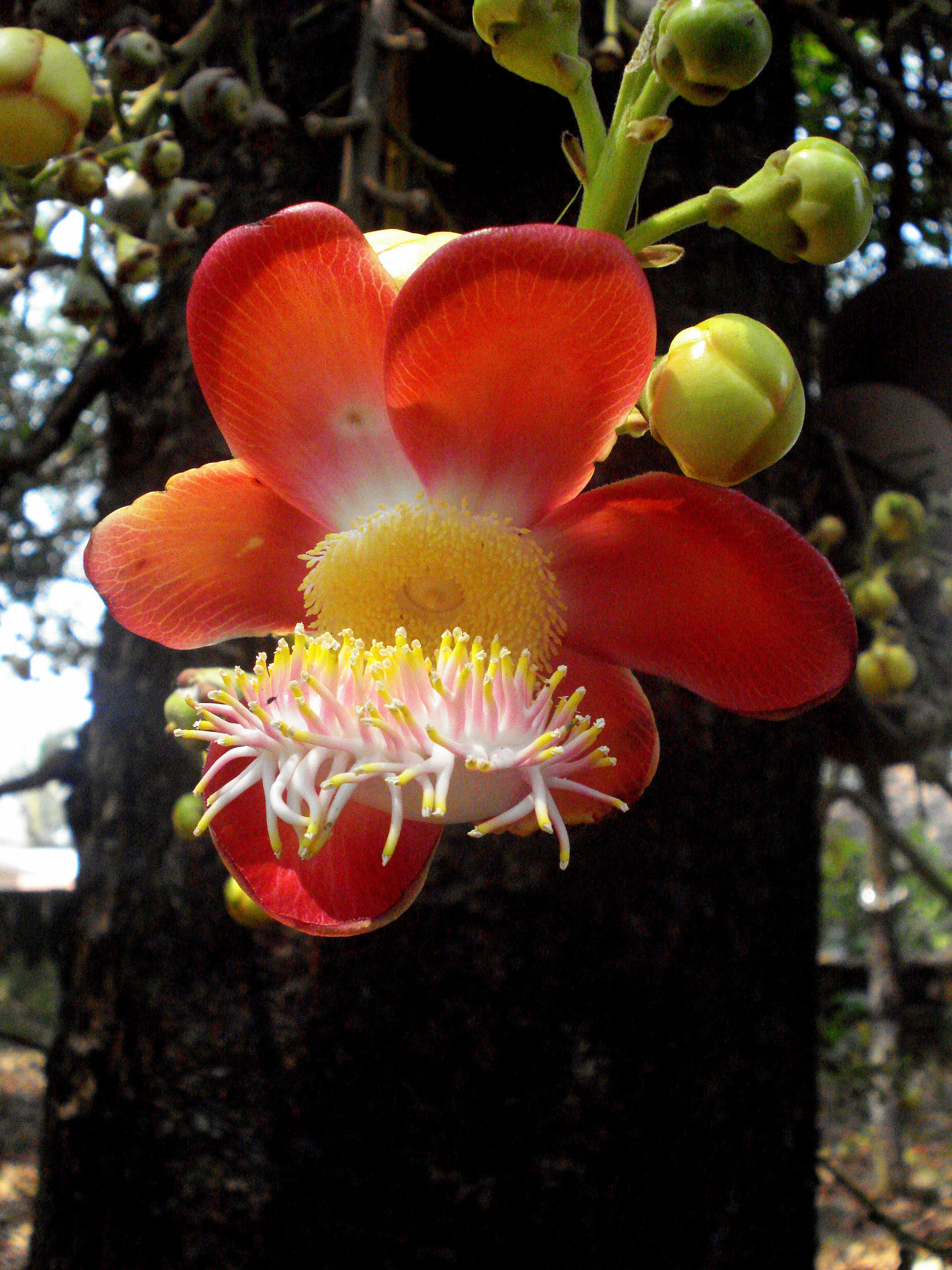
Квітка

## Будова
Вічнозелене листяне дерево досягає 25-37 м висоти. Через округлі великі плоди, що схожі на гарматні ядра, в англійській мові отримало назву «Cannonball Tree». Квіти ростуть у нижній частині дерева прямо на стовбурі. Квіти мають специфічну складену будову.

## Життєвий цикл

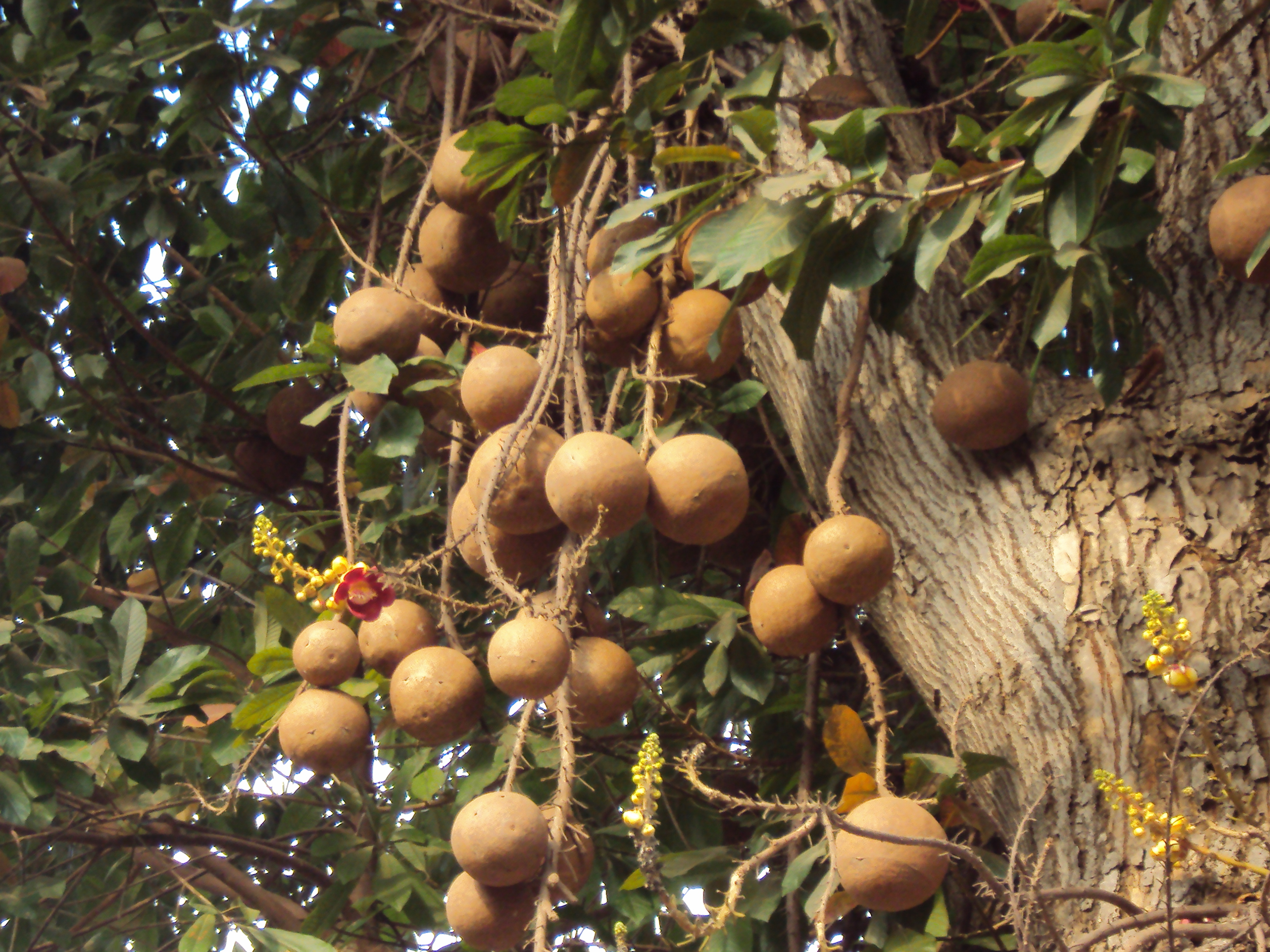
Плоди схожі на гарматні ядра

Квіти не виділяють нектару тому приваблюють комах, що збирають пилок. Для цього рослина виробляє два види пилку — запліднений у нижній частині квітки і незапліднений у «каптурі» (покривалі). Великі плоди при падінні розбиваються, приманюючи тварин запахом. Таясові свині та птахи споживають плоди. Насіння покрите спеціальним покриттям, що дозволяє їм проходити стравохід тварин.

## Поширення та середовище існування
Походить з північної частини Південної Америки та Карибського архіпелагу. Росте у низинних дощових лісах на багатих гумусом вологих ґрунтах.

## Практичне використання
Зараз широко вирощується у тропічних країнах через декоративні квіти.
Плоди можуть вживати в їжу господарські тварини (свині, кури). Люди їдять плоди рідко через специфічний запах.